# 4. јул
4. јул (4.7.) је 185. дан године по грегоријанском календару (186. у преступној години). До краја године има још 180 дана.

## Догађаји
- 1190 — Енглески краљ Ричард I Лавље Срце и француски краљ Филип II Август кренули су у Трећи крсташки рат. Њима се у том рату придружио и немачко-римски цар Фридрих I Барбароса.
- 1456 — Отпочела турска опсада Београда.
- 1631 — У Паризу је отворена агенција за запошљавање, прва у свету.
- 1776 — На Континенталном конгресу у Филаделфији потписана је америчка Декларација независности САД. Тај дан слави се у САД као Дан независности.
- 1826 — У истом дану умрли су бивши председници САД Џон Адамс (1797—1801) и Томас Џеферсон (1801—09).
- 1903 — Пуштен је у рад први пацифички телеграфски кабл, између Сан Франциска и Маниле.
- 1926 — У Бања Луци је основан Фудбалски клуб Борац.
- 1941 — У Београду, у вили Владислава Рибникара, одржана седница Политбироа Централног комитета Комунистичке партије Југославије на којој је донесена одлука о подизању устанка против окупатора (погледај Седница ЦК КПЈ 4. јула 1941.). У СФРЈ се овај дан славио као Дан борца.
- 1943 — Под неразјашњеним околностима у авионској несрећи у Гибралтару погинуо је пољски генерал и политичар Владислав Сикорски, шеф владе у емиграцији и током Другог светског рата врховни командант Пољских оружаних снага на Западу.
- 1946 — Филипини су стекли независност након 47 година владавине САД.
- 1976 — Израелски командоси упали су на аеродром Ентебе у Уганди и ослободили 102 таоца из француског путничког авиона који су отели арапски екстремисти. Погинули су четири командоса, седам од 10 отмичара и око 20 угандских војника.
- 1979 — Бивши председник Алжира Ахмед Бен Бела пуштен је након 14 година из кућног притвора. Био је први председник независног Алжира (1963), а са власти га је уклонио Хуари Бумедијен државним ударом 1965.
- 1997 — Америчка васионска сонда „Патфајндер“ спуштена је на Марс.
- 1999 — Алжирски председник Абделазиз Бутефлика амнестирао је хиљаде муслиманских војних затвореника.
- 2001 —
  - У циљу окончања 18-годишњег грађанског рата, током којег је животе изгубило близу два милиона људи, суданска влада прихватила је либијско-египатску мировну иницијативу. Међутим она није довела до прекида рата.
  - У авионској несрећи у Сибиру погинуло је 145 људи.

## Рођења
- 1799 — Оскар I Шведски, шведско-норвешки краљ. (прем. 1859)[1]
- 1807 — Ђузепе Гарибалди, италијански револуционар. (прем. 1882)[2]
- 1872 — Калвин Кулиџ, амерички политичар, 30. председник САД. (прем. 1933)[3]
- 1887 — Коста Тодоровић, српски лекар инфектолог. (прем. 1975)[4]
- 1910 — Роберт Кинг Мертон, амерички социолог. (прем. 2003)[5]
- 1910 — Глорија Стјуарт, америчка глумица и визуелна уметница. (прем. 2010)[6]
- 1924 — Ева Мари Сејнт, америчка глумица.[7]
- 1926 — Алфредо ди Стефано, аргентинско-шпански фудбалер и фудбалски тренер. (прем. 2014)[8]
- 1927 — Ђина Лолобриђида, италијанска глумица и фотографкиња. (прем. 2023)[9]
- 1927 — Нил Сајмон, амерички драматург и сценариста. (прем. 2018)[10]
- 1928 — Ђампјеро Бониперти, италијански фудбалер и политичар. (прем. 2021)[11]
- 1931 — Стивен Бојд, северноирски глумац. (прем. 1977)[12]
- 1940 — Филип Давид, српски књижевник, есејиста, драматург и сценариста. (прем. 2025)[13]
- 1946 — Урош Маровић, српски ватерполиста. (прем. 2014)[14]
- 1951 — Славица Ђукић Дејановић, српска неуропсихијатрица и политичарка.
- 1952 — Алваро Урибе, колумбијски политичар, председник Колумбије (2002—2010).[15]
- 1959 — Викторија Абрил, шпанска глумица и певачица.[16]
- 1962 — Пем Шрајвер, америчка тенисерка.[17]
- 1963 — Анри Леконт, француски тенисер.[18]
- 1965 — Хорас Грант, амерички кошаркаш.[19]
- 1967 — Бојана Ковачевић, српска глумица.[20]
- 1970 — Андреј Черкасов, руски тенисер.[21]
- 1972 — Нина Бадрић, хрватска музичарка.[22]
- 1973 — Влада Јовановић, српски кошаркаш и кошаркашки тренер.
- 1973 — Тони Поповић, аустралијски фудбалер и фудбалски тренер.[23]
- 1978 — Маркос Данијел, бразилски тенисер.[24]
- 1978 — Татјана Јечменица, српска тенисерка и тениска тренеркиња.[25]
- 1980 — Селма Бајрами, босанскохерцеговачка певачица.
- 1982 — Хана Харпер, енглеска порнографска глумица и редитељка.[26]
- 1983 — Изабели Фонтана, бразилски модел.[27]
- 1986 — Индира Арадиновић Инди, српска певачица.
- 1986 — Омер Ашик, турски кошаркаш.[28]
- 1992 — Коти Кларк, амерички кошаркаш.[29]
- 1993 — Мате Павић, хрватски тенисер.[30]
- 1994 — Ера Истрефи, косовска музичарка.[31]
- 1995 — Поуст Малон, амерички музичар.[32]
- 1996 — Митра Младеновић, српска глумица.

## Смрти
- 1826 —
  - Џон Адамс, амерички председник. (рођ. 1735).[33]
  - Томас Џеферсон, амерички председник. (рођ. 1743).[34]
- 1831 — Џејмс Монро, амерички председник. (рођ. 1758).[35]
- 1848 — Франсоа Рене Шатобријан, француски писац и дипломата. (рођ. 1768).[36]
- 1876 — умро Адолф Светоплук Освалд, словачки књижевник и новинар, добровољац у Српско-турском рату 1876. године
- 1934 — Марија Кири Склодовска, француска научница пољског порекла. (рођ. 1867).[37]
- 1942 — Руди Чајавец, партизански пилот. (рођ. 1911).
- 1974 — Михал Бабинка, словачки књижевник из некадашње Југославије. (рођ. 1927)[38]
- 2000 — Густав Херлинг-Грудзински, пољски писац. (рођ. 1919).[39]
- 2003 — Бари Вајт, амерички певач. (рођ. 1944).[40]

## Празници и дани сећања
- Српска православна црква слави:
  - Светог мученика Јулијана Тарсанина
  - Преподобног Јулија и Јулијана
  - Светог мученика Арчила II ― цара грузијског
  - Светог мученика Луарсаба II ― кнеза карталинског у Грузији.